# Bracon maroccanus
Bracon maroccanus är en stekelart som beskrevs av Szepligeti 1906. Bracon maroccanus ingår i släktet Bracon och familjen bracksteklar. Inga underarter finns listade.